# Тонга на зимових Олімпійських іграх 2014
Тонга на зимових Олімпійських іграх 2014 року в Сочі було представлене 1 спортсменом у 1 виді спорту. Це був дебют країни на зимових Олімпійських іграх.